# Anselme van Caloen de Basseghem
Anselme van Caloen (Brugge, 11 oktober 1803 - 12 juli 1876) was burgemeester van de Belgische gemeente Varsenare en stamvader van de burgemeesters van Caloen in deze gemeente.

## Levensloop
Anselme Marie Joseph François-de-Paul Ghislain van Caloen, baron de Basseghem was de zoon van Anselme van Caloen en Thérèse Le Gillon de Basseghem. Zoals Anna de l'Espée door haar huwelijk met zijn grootvader Pierre-Corneille de heerlijkheid Straten in de familie van Caloen had gebracht, zo bracht Thérèse Le Gillon de heerlijkheid Basseghem in deze familie. Het ene en het andere beïnvloedde de woonplaats en het leven van de nakomelingen.
Anselme-Marie trouwde in 1834 met Marie-Thérèse de Croeser de Berges (Brugge 1811 - Varsenare 1887). Ze kregen acht kinderen, van wie sommigen ook weer de invloed van de familie aan de kant van hun moeder zouden ondervinden. Die kinderen waren:
- Octave van Caloen de Basseghem, burgemeester van Varsenare, die trouwde met barones Augusta de Crombrugghe de Looringhe.
- Ida van Caloen (1837-1917) die trouwde met baron Hector van Zuylen van Nyevelt.
- Leonie van Caloen de Basseghem (1839-1922), die trouwde met Alfred de Man en de ouders werden van de honderdjarige Jeanne de Man.
- Zoé van Caloen de Basseghem (1840-1940), die haar leven besteedde aan de zorg voor haar hulpbehoevende zus Hélène.
- Hélène van Caloen de Basseghem (1842-1915), die samen met haar zus op het dorpsplein in Varsenare woonde.
- Paul van Caloen de Basseghem, burgemeester van Moregem, die trouwde met Irma de Neven de Roden.
- Julien van Caloen de Basseghem, burgemeester van Varsenare, die trouwde met Alice van Hamme de Stampaertshoeke.
- Camille van Caloen de Basseghem, burgemeester van Varsenare, die trouwde met MariLouise de Bie de Westvoorde.

Anselme-Marie erfde de titel van baron de Basseghem van zijn overleden schoonbroer Louis-Charles le Gillon. Het ging om een empiretitel die niet was bevestigd en die hij dan ook verbod kreeg te dragen. In 1839 werd hem toch toegestaan de titel te gebruiken. Deze werd na korte tijd geïncorporeerd in de bestaande naam, tot baron van Caloen de Basseghem.
Hij werd burgemeester van Varsenare in oktober 1830. Er werd naar aanleiding van de Belgische Revolutie gekozen voor een nieuw bestuur. Burgemeester Christiaan Verleye (1759-1831) en zijn bestuur werden weggeveegd en vervangen door de groep van zeven kandidaten die van Caloen aanvoerde. Bij elke zesjaarlijkse verkiezing werd hij opnieuw verkozen. Hij bleef burgemeester tot 1 juli 1872, meer dan 40 jaar.
Baron de Basseghem speelde ook een rol in Brugge. Hij was er president van de Vrije Academie voor Schone Kunsten (1840 tot na 1850). Hij nam als stadsresidentie en winterverblijf wat overbleef van het Prinsenhof, de vroegere residentie van de hertogen van Bourgondië in Brugge, dat hij erfde van zijn ouders. Tijdens de zomer woonde hij op het 'Hof ter Straeten' in Varsenare of in het kasteel van Staden, eigendom van zijn vrouw.